# 佐澤卡尼索斯群島的土耳其人
在佐澤卡尼索斯群島中，約有5000個土耳其人生活在羅德島和科斯島上，他們沒有受到1923年希臘土耳其人口互換的影響，因為從1912年開始這些島嶼受到意大利王國的統治。島上的所有居民在1947年島嶼成為希臘的一部分後成為希臘公民。
由於這種併入希臘，和從1974年開始的塞浦路斯衝突，許多土耳其穆斯林離開這些島嶼並定居在土耳其。其中許多人被剝奪了他們的希臘公民權和財產。一些留在希臘的人放棄了土耳其語和伊斯蘭教。
有一些佐澤卡尼索斯群島的土耳其人被稱為克里特人，因為有些人與克里特土耳其人的文化相似性。有時使用更一般的術語Adalı（意思是“島民”）。
土耳其外交部估計，在羅得島和科斯島的土耳其人的数量為6.000人。